# Herrarnas lagförföljelse i bancykling vid olympiska sommarspelen 1996
Herrarnas lagförföljelse i bancykling vid olympiska sommarspelen 1996 ägde rum den 26-27 juli 1996 i Atlanta.

## Medaljörer
| Event                    | Guld                                                                             | Silver                                                                | Brons                                                                  |
| Herrarnas lagförföljelse | Frankrike Christophe Capelle Philippe Ermenault Jean-Michel Monin Francis Moreau | Ryssland Eduard Gritsun Nikolay Kuznetsov Alexei Markov Anton Shantyr | Australien Brett Aitken Stuart O'Grady Timothy O'Shannessey Dean Woods |

## Resultat

### Kvalifikationsomgång
| Placering | Lag                                                                              | Tid            |
| --------- | -------------------------------------------------------------------------------- | -------------- |
| 1         | Frankrike                                                                        | 4 min 09 s 570 |
| 2         | Italien                                                                          | 4 min 09 s 695 |
| 3         | Australien                                                                       | 4 min 09 s 750 |
| 4         | Ukraina                                                                          | 4 min 11 s 545 |
| 5         | Ryssland                                                                         | 4 min 11 s 665 |
| 6         | USA                                                                              | 4 min 11 s 950 |
| 7         | Spanien                                                                          | 4 min 12 s 780 |
| 8         | Nya Zeeland                                                                      | 4 min 14 s 990 |
| 9         | Tyskland Robert Bartko Guido Fulst Danilo Hondo Heiko Szonn                      | 4 min 15 s 140 |
| 10        | Storbritannien Rob Hayles Matt Illingworth Bryan Steel Chris Newton              | 4 min 15 s 510 |
| 11        | Litauen Artūras Kasputis Remigijus Lupeikis Mindaugas Umaras Arturas Trumpauskas | 4 min 16 s 050 |
| 12        | Nederländerna Jarich Bakker Robert Slippens Richard Rozendaal Peter Schep        | 4 min 16 s 175 |
| 13        | Danmark Frederik Bertelsen Jimmi Madsen Michael Nielsen Jakob Piil               | 4 min 18 s 000 |
| 14        | Argentina Walter Pérez Edgardo Simón Gonzalo García Gabriel Curuchet             | 4 min 20 s 840 |
| 15        | Sydkorea Jeon Dae-Heung Jeong Yeong-Hun Kim Jung-Mo No Yeong-Sik                 | 4 min 25 s 215 |
| 16        | Chile José Medina Luis Fernando Sepúlveda Marco Arriagada Marcelo Arriagada      | 4 min 25 s 960 |
| 17        | Colombia Jhon Freddy García Marlon Pérez Yovani López José Velásquez             | 4 min 26 s 400 |

### Kvartsfinaler
| Nummer | Placering | Lag         | Cyklister                                                              | Tid                 |
| ------ | --------- | ----------- | ---------------------------------------------------------------------- | ------------------- |
| 1      | 1         | Ryssland    | Eduard Gritsun Nikolai Kuznetsov Alexei Markov Anton Chantyr           | 4 min 08 s 785 (OR) |
| 1      | 2         | Ukraina     | Oleksandr Fedenko Andriy Yatsenko Sergiy Matveyev Alexandre Symonenko  | 4 min 12 s 794      |
| 2      | 1         | Australien  | Brett Aitken Stuart O'Grady Bradley McGee Dean Woods                   | 4 min 09 s 650      |
| 2      | 2         | USA         | Dirk Copeland Mariano Friedick Adam Laurent Michael McCarthy           | 4 min 12 s 470      |
| 3      | 1         | Italien     | Adler Capelli Mauro Trentini Andrea Collinelli Cristiano Citton        | 4 min 09 s 215      |
| 3      | 2         | Spanien     | Juan Martínez Joan Llaneras Bernardo González Adolfo Alperi            | 4 min 11 s 310      |
| 4      | 1         | Frankrike   | Christophe Capelle Philippe Ermenault Jean-Michel Monin Francis Moreau | 4 min 08 s 965      |
| 4      | 2         | Nya Zeeland | Gregory Henderson Brendon Cameron Tim Carswell Julian Dean             | 4 min 15 s 610      |

### Semifinaler
| Nummer | Placering | Land       | Cyklister                                                              | Tid                 |
| ------ | --------- | ---------- | ---------------------------------------------------------------------- | ------------------- |
| 1      | 1         | Frankrike  | Christophe Capelle Philippe Ermenault Jean-Michel Monin Francis Moreau | 4 min 06 s 880 (OR) |
| 1      | 2         | Italien    | Adler Capelli Mauro Trentini Andrea Collinelli Cristiano Citton        | 4 min 08 s 460      |
| 2      | 1         | Ryssland   | Eduard Gritsun Nikolai Kuznetsov Alexei Markov Anton Chantyr           | 4 min 06 s 685      |
| 2      | 2         | Australien | Timothy O'Shannessey Stuart O'Grady Bradley McGee Dean Woods           | 4 min 07 s 570      |

### Final
| Placering | Land      | Cyklister                                                              | Tid                 |
| --------- | --------- | ---------------------------------------------------------------------- | ------------------- |
| 1         | Frankrike | Christophe Capelle Philippe Ermenault Jean-Michel Monin Francis Moreau | 4 min 05 s 930 (OR) |
| 2         | Ryssland  | Eduard Gritsun Nikolai Kuznetsov Alexei Markov Anton Chantyr           | 4 min 07 s 730      |